# Andrena cussariensis
Andrena cussariensis là một loài Hymenoptera trong họ Andrenidae. Loài này được Morawitz mô tả khoa học năm 1886.